# فردریک ال. کولیج
فردریک ال. کولیج (انگلیسی: Frederick L. Coolidge؛ زادهٔ ۱ ژانویهٔ ۱۹۴۸)
یک آمریکایی و استاد دانشگاه در زمینه روان‌شناسی است که به دلیل کارش در باستان‌شناسی شناختی شناخته می‌شود. او از سال ۱۹۷۹ در دانشگاه کلرادو، کلرادو اسپرینگز تدریس کرده است. او در حال حاضر با Karenleigh A. Overmann مرکز باستان‌شناسی شناختی در دانشگاه کلرادو، کلرادو اسپرینگز را هدایت می‌کند. He also teaches for the Centre for Cognitive and Brain Sciences at the Indian Institute of Technology Gandhinagar, India.

## نظر در مورد خلاقیت نئاندرتال‌ها
توماس جی. وین انسان‌شناس و فردریک ال کولیج روان‌شناس از دانشگاه کلرادو، کلرادو اسپرینگز می‌گویند که نئاندرتال‌ها صنعتگران ماهری بودند که می‌توانستند مهارت‌های چشمگیری را از طریق تمرین به دست آورند، اما هیچ خلاقیتی نداشتند.